# Astragalus caulescens
Astragalus caulescens är en ärtväxtart som först beskrevs av Nikolai Fedorovich Gontscharow, och fick sitt nu gällande namn av Abdusal. Astragalus caulescens ingår i släktet vedlar, och familjen ärtväxter. Inga underarter finns listade i Catalogue of Life.